# Richard Clayderman
Richard Clayderman, pseudonimo di Philippe Robert Louis Pagès (Parigi, 28 dicembre 1953), è un pianista francese.
Ha registrato numerosi album di musica easy listening, contenenti arrangiamenti strumentali al pianoforte e orchestra di canzoni francesi e internazionali, nonché arrangiamenti easy listening di brani di Beethoven, Chopin e Mozart. Con Ballade pour Adeline ha venduto ventidue milioni di dischi in trentotto paesi del mondo.

## Biografia
Imparò a suonare il pianoforte già in tenera età, grazie al padre, che era un insegnante di musica. Si dice che all'età di sei anni Philippe riuscisse a leggere la musica meglio della sua lingua nativa. All'età di dodici anni venne ammesso al Conservatorio di Parigi dove, quattro anni dopo, vinse il primo premio di pianoforte. Per lui si intravedeva una promettente carriera come pianista classico. Poco dopo, però, per problemi di salute, suo padre non poté più sostenerlo finanziariamente e Philippe dovette accantonare lo studio della musica classica e dedicarsi alla musica leggera, che seppe interpretare con un tocco assai personale dalle sfumature classicheggianti.

### Ballade pour Adeline
Nel 1976 viene invitato da Olivier Toussaint, un produttore di musica francese, e dal suo socio Paul de Senneville a registrare una ballata per pianoforte, composta da Paul de Senneville e dedicata alla figlia appena nata Adeline. Il giovane ventitreenne Philippe Pagès viene scelto dopo un'audizione tra altri 20 pianisti per il suo caratteristico tocco leggero sulla tastiera, la personalità e l'aspetto piacevole. Il suo nome viene cambiato in Richard Clayderman (adottò il cognome della sua bisnonna per semplificare la pronuncia del suo nome reale al di fuori della Francia) ed esce il suo singolo, che vende 22 milioni di copie in 38 paesi. Il titolo del singolo era Ballade pour Adeline.

### Il successo
Richard Clayderman ha registrato oltre 1200 melodie e ha creato un nuovo stile romantico attraverso un repertorio che mescola brani originali agli standard della musica classica e del pop. Nel 1981 colse un altro buon successo con Lady Di, che venne utilizzato come sigla del programma televisivo Tg l'una nella stagione 1981-82. La sua musica continua a essere eccezionalmente popolare in America Latina e Asia, in particolare in Giappone, Taiwan e Cina. Alcuni insegnanti di musica cinesi attribuiscono la sua grande popolarità all'aumento del numero di studenti di pianoforte, mentre per altri è successo il contrario, cioè il numero degli studenti è cresciuto grazie alla sua popolarità. Secondo il libro Last Chance to See di Douglas Adams, pubblicato nel 1990, Clayderman era l'artista più interpretato in quel periodo.

## Discografia
- Richard Clayderman (1977)
- A Comme Amour/Les Fleurs Sauvages (1978)
- Rêveries (1979)
- Lettre à Ma Mère (1979)
- Medley Concerto (1979)
- Les Musiques de l'Amour (1980)
- Rondo Pour un Tout Petit Enfant (1981)
- Christmas (1982)
- Rêveries No. 2 (1982)
- Couleur Tendresse (1982)
- Les Rêves d'Amour (1983)
- Le Premier Chagrin d'Elsa (1983)
- Italie Mon Amour (1984)
- The Music of Love (1984)
- Cœur fragile (1984)
- Concerto (con la Royal Philharmonic Orchestra, 1985)
- Divorce à Hollywood - Colonna sonora del film Vertenza inconciliabile (1985)
- From Paris with Love (1985)
- Les Sonates (con Nicolas de Angelis, 1985)
- Hollywood and Broadway (1986)
- Romantic (1986)
- Eléana (1987)
- Songs of Love (1987)
- A Little Night Music (1988)
- Deutsche Volkslieder (con la Schöneberger Sängerknaben, 1988)
- Quel gran genio del mio amico – Richard Clayderman interpreta Lucio Battisti (1988)
- Romantic America (1988)
- Zodiacal Symphony (1988)
- The Love Songs of Andrew Lloyd Webber (1989)
- Amour Pour Amour (con Berdien Stenberg, 1989)
- Il Y A Toujours du Soleil Au-Dessus des Nuages (con James Last, 1990)
- My Classic Collection (1990)
- The Fantastic Movie Story of Ennio Morricone (1990)
- Anemos (1990)
- The Confluence (2003)
- Romantique (2013)
- Forever Love (2022)